# Держись, Чарли!
«Держись, Чарли!» (англ. Good Luck Charlie) — американский комедийный телесериал канала Disney Channel, премьерный показ которого состоялся 4 апреля 2010 года. В России идёт показ с 29 января 2011 года на российском канале Disney. В декабре 2011 года состоялась премьера оригинального фильма по мотивам сериала, съёмки которого начались в марте. 16 февраля 2014 в США состоялась премьера финального эпизода четвёртого сезона под названием «Пока, Чарли!».

## История
Сериал был создан Филом Бейкером и Дрю Вопеном, которые в первую очередь хотели сделать сериал, рассчитанный на аудиторию всей семьи, а не только для детей. Сначала сериал хотели назвать «С любовью, Тедди», но подумав, что главная роль в сериале всё-таки принадлежит Чарли, переименовали его в «Держись, Чарли!». Первую серию под названием «Study Date» показали 4 апреля 2010 года. Сериал состоял из одного сезона и включал в себя 26 историй про семью Чарли. Немного позже, летом 2010 года, создатели сериала решили продлить его до второго сезона, съёмки которого начались в августе 2010 и закончились в феврале 2011. 29 августа 2011 Disney Channel продлил сериал на третий сезон, премьера которого в Америке состоялась в апреле 2012 года. 12 июля 2012 состоялся анонс четвёртого сезона сериала.

## Сюжет
Телесериал рассказывает о том, как семья Данкан пытается приспособиться к появлению четвёртого ребёнка — малышки Чарли. После того как мама возвращается к работе медсестры, а папа с головой уходит в свой бизнес, воспитание девочки ложится на плечи её старшей сестры Тедди и братьев — Пи-Джея и Гейба. При этом ребятам приходится сочетать уход за маленькой сестрёнкой с учёбой в школе, одновременно справляясь со всеми трудностями подросткового возраста.
События, происходящие в каждой серии, становятся материалом для видео-дневника, который Тедди ведёт для своей младшей сестры. Девушка надеется, что эти видеозаписи пригодятся Чарли, когда та станет подростком. Ведь ей, наверняка, потребуются советы старшей сестры, которая к тому времени, возможно, уже покинет родительский дом.

## Персонажи

### Главные персонажи
- Шарлотта «Чарли» Данкан (Миа Талерико) — главная героиня сериала. Именно старшие братья постоянно втягивают её в разные истории. Обычно их распутывает Тедди, но чаще всего мама узнаёт об этих историях.
- Тедди Р. Данкан (Бриджит Мендлер) — старшая сестра Чарли. Ведёт видеодневник для своей младшей сестры. Отличница. У неё есть лучшая подруга Айви Вентц. Её родители думали, что будет мальчик и поэтому назвали её мальчишеским именем. Встречалась со Спенсером, но позже рассталась с ним, потому что заметила его с другой девушкой Скайлер. Она и Скайлер позже стали друзьями. Тедди и Спенсер вновь начинают встречаться во втором сезоне, когда тот целует её. У неё было множество разных парней: Спенсер, Дерек, Эван и другие. Тедди хочет, чтобы Чарли выросла очень хорошей и приличной девушкой.
- Поппи Джон «Пи-Джей» Дарт Данкан (Джейсон Долли) — самый старший ребёнок в семье. В 18-летнем возрасте зарабатывает деньги тем, что работает разносчиком в закусочной «Квики-Чики». Имеет водительские права. Глуповат, довольно симпатичен, умеет привлечь к себе внимание девчонок.
- Гэбриэл «Гейб» Би Данкан (Брэдли Стивен Перри) — средний брат. Находчив и смекалист, каждый раз придумывает очередную шалость, чем часто вызывает недовольство членов семьи. Враждует с соседкой миссис Дебни. Именно он предложил назвать своего маленького брата Тоби и начал вести для него видеодневник с коронной фразой «Мужайся, Тоби!», но только для того чтобы привлечь внимание девочки.
- Эмили «Эми» Данкан (Ли-Эллин Бейкер) — мама Тедди, Пи-Джея, Гейба, Чарли и Тоби. Целеустремлённая, не любит проигрывать и просить извинения. Всегда мечтала стать звездой и каждый раз не упускает шанс показать себя. Работает медсестрой. Девичья фамилия — Бланкенхупер.
- Боб Уильям Данкан (Эрик Аллан Крамер) — отец Тедди, Пи-Джея, Гейба, Чарли и Тоби. Дезинсектор ведёт свой частный бизнес, истребляя разных вредителей.
- Тоби Ван Кеноби Данкан — самый младший ребёнок в семье (появился в 3 сезоне). Родился в один день с Чарли, когда той исполнилось 3 года.

### Второстепенные персонажи
- Рэйвен Гудвин — Айви Венц, лучшая подруга Тедди Данкан.
- Микай Уильямс — Эмметт Хэглин, лучший друг Пи-Джея. Неравнодушен к Тедди.
- Шейн Харпер — Спенсер Уолш, бойфренд Тедди Данкан, в 1 сезоне они стали встречаться, но вскоре Тедди расстаётся с ним, так как тот изменяет ей. Во 2 сезоне возобновляют отношения.
- Джи Ханнелиус — Джо Скинер, одноклассница Гейба Данкана, иногда проявляются дружеские отношение с Гейбом, но в основном они «враждуют».
- Хэйли Холмс — Элис Бобгеймер
- Патриция Белчер — миссис Дебни, соседка Данканов, враждует с Гейбом. Периодически они подшучивают друг над другом.
- Саманта Боскарино — Скайлер, сначала подружка Спенсера, но потом бросила его, узнав, что тот встречается с Тедди. После произошедшего сблизилась с Тедди и начала встречаться с Пи-Джеем. Позже переехала в Нью-Йорк.
- Ширли Джонс — Линда Данкан, мать Боба. Враждует с Эмми Данкан.

## Список серий
Первый сезон длился 26 серий, второй — 30, третий — 21 серию, четвёртый — 20 серий.

### Первый сезон
Состоит из 26 серий
| № серии | Описание серии | Премьера       |
| ------- | --- | -------------- |
| 1       | Когда Эми Данкан возвращается к работе в роли медсестры, она говорит семье, чтобы те оставались дома, но на самом деле она обеспокоена навыком мужа, Боба, следить за детьми, в особенности за их дочерью, Чарли. Боб уверяет её, что всё будет в порядке, и её дочь-подросток Тедди, у которой в связи с этим срывается свидание в библиотеке, ослушивается мать и приглашает Спенсера на свидание к себе домой. Её старший брат, Пи-Джей, пытается провести тренировку со своим лучшим другом, Эмметом, а младший брат, Гейб, который чувствует себя так, как будто про него все забыли, посещает дом миссис Дебни с целью поесть у неё. В то же время Боб подскальзывается на ступеньках и падает вниз со второго этажа с Чарли в руках, и ловит её, когда достигает первого этажа, и Тедди берёт опеку за ребёнком на себя, в то время как Пи-Джей отвозит отца в госпиталь. | 4 апреля 2010  |
| 3       | Пи-Джей и Гейб пытаются доказать, что Миссис Дебни убила своего мужа. Все улики найдены, осталось только убедить своих родителей. Тем временем, Айви учит Эми, писать смс… | 18 апреля 2010 |
| 9       | Миссис Дебни и Боб договариваются, если Боб снесёт домик на дереве, который был у Пи-Джея и Тедди в детстве, то её собака перестанет лаять. Но ребята не хотят терять дом, а наоборот, хотят оставить его для Чарли… | 6 июня 2010    |
| 10      | Тедди узнаёт, что у неё есть дядя Мэл со стороны её отца, и они очень сильно разругались. А Пи-Джей и Гейб теперь фотографируют Чарли и зарабатывают на этом деньги… | 13 июня 2010   |
| 11      | Пи-Джей встречает новую девушку Мэдисон, на своей работе. Эми узнаёт, что Боб ухаживал за мамой Мэдисон… А у Гейба новая девушка в школе… | 27 июня 2010   |
| 12      | Гейб встречает новую девочку в своём классе, Кит и решает с ней познакомиться. А тем временем Чарли помогает Пи-Джею разносить курицу по домам. А Тедди ухаживает за котом Миссис Дебни… | 11 июля 2010   |

### Второй сезон
Состоит из 30 серий.
| № серии | Описание серии | Премьера        |
| ------- | --- | --------------- |
| 1 (27)  | Семья Данканов празднует второй День рождения Чарли! Чарли обожает новое телешоу — «Фигурчики». И поэтому Тедди, Пи-Джей и Гейб поехали за билетами к самим персонажам. И попали в тюрьму, да ещё и вместе с родителями..                                 | 20 февраля 2011 |
| 2 (28)  | Боб конфискует мобильный телефон у Тедди, когда та слишком много стало по нему болтать. Она устроилась на работу в детский парк развлечений, в костюме осьминога. А Пи-Джей пытается использовать Чарли, чтобы завоевать девушку…                         | 27 февраля 2011 |
| 3 (29)  | Боб и Эми пытаются приучить Чарли к горшку, чтобы её взяли в детский сад. Когда Боб пытался починить туалет, из-за этого в доме Данканов отключили воду и свет. Также Тедди и Айви пытаются научиться видео-чату…                                         | 6 марта 2011    |
| 4 (30)  | Тедди и Айви подстраивают телефонные звонки, чтобы их мамы отпустили их обоих на вечеринку к Джошу. Тем временем, Боб получает травму, и Пи-Джей должен заменить его на работе…                                                                           | 13 марта 2011   |
| 5 (31)  | Боб и Эми выиграли путёвку в отель в романтический номер на одну ночь. Пи-Джей и Тедди очень этому рады, потому что они собираются устроить вечеринку! Но тут облом: оба родителя поругались. А тем временем, Гейб записался на уроки важных манер с Джо… | 20 марта 2011   |
| 6 (32)  | Чарли случайно ткнула пальцем в глаз Эми, и она захотела остаться в больнице на всю ночь, чтобы не видеть свою семью. А Боб выигрывает награду, и в своей речи он забывает упомянуть о Эми…                                                               | 27 марта 2011   |
| 13 (39) | Эми, Тедди и Чарли едут к тёте в Чикаго, но случайно попадают на шоу «Танцевальная лихорадка», где они будут танцевать. А Пиджей и Гейб продают Миссис Дебни свои кошачьи вещи на распродажу…                                                             | 5 июня 2011     |

### Третий сезон
Состоит из 21 серии
| № серии | Описание серии | Премьера |
| ------- | -------------- | -------- |

## «Держись, Чарли! Это Рождество!»
В декабре 2011 года состоялась премьера оригинального фильма по мотивам сериала, съёмки которого начались в марте.